# Naissance en 918
Naissance
- 914
- 915
- 916
- 917
- 918
- 919
- 920
- 921
- 922

Cette page dresse une liste de personnalités nées au cours de  l'année 918 :
- Al-Daraqutni, ou Abu l-Hasan 'Ali ibn 'Umar ibn Ahmad ibn Mahdi ibn Mas'ud ibn al-nu'man ibn Dinar ibn 'Abdullah al-Baghdadi al-Daraqutni, éminent érudit musulman et muhaddith (collecteur de hadiths).
- Khúc Thừa Mỹ (en), Jiedushi auto-proclamé, du nord-Vietnam.
- Minamoto no Hiromasa (en), noble et musicien (Gagaku).

## Crédit d'auteurs
- Cet article est partiellement ou en totalité issu de l'article intitulé « 918 » (voir la liste des auteurs).